# Nadagarodes sabulosus
Nadagarodes sabulosus är en fjärilsart som beskrevs av James John Joicey och Talbot 1917. Nadagarodes sabulosus ingår i släktet Nadagarodes och familjen mätare. Inga underarter finns listade i Catalogue of Life.